# Juan Sánchez Moreno
Juan Ginés Sánchez Moreno (Aldaya, Valencia, 15 de mayo de 1972), más conocido como Juan Sánchez, es un exfutbolista español y actual agente de jugadores que jugaba de delantero. Formado en la cantera y debutando en el CD Mestalla, filial del Valencia C. F., más tarde viviría la época gloriosa de los campeonatos ganados de Liga (2), Supercopa de España y la Copa de la UEFA, sumado a las dos finales consecutivas de la Liga de Campeones de la UEFA.
Tras retirarse, formó parte de la secretaría técnica del Valencia C. F. hasta el día 25 de agosto del 2008. En 2009 asumió el cargo de Director Deportivo del Royal Excelsior Mouscron de Bélgica hasta su desaparición, compartiendo cargo con Amedeo Carboni, al que dirigía otro ex-valencianista como es Miroslav Djukic. En verano de 2011 se incorporó nuevamente al Valencia CF, dedicándose a la estructura de captación y secretaría técnica de la Escuela. Siempre vinculado con el Valencia CF a través de la asociación de veteranos y participando en la Liga de Fútbol Indoor defendiendo los colores del conjunto Ché.

## Biografía
Este menudo delantero se formó en la cantera del Valencia CF. Contrarrestaba su pequeña altura con una gran habilidad para estar en el momento adecuado para convertir cualquier balón en gol siendo un perfecto ejemplo de lo que se conoce como delantero de área. Ese oportunismo le valió para ser incluido en la primera plantilla durante la temporada 1992-1993. Ese año aunque disputó un número considerable de partidos la mayor parte de ellos fueron como sustituto los últimos minutos por lo que no pudo ofrecer todo el fútbol que había dentro de él.
Para que dispusiera de más minutos fue cedido al Real Mallorca de la segunda división donde junto a Javier Serrano Mora completó una gran campaña, siendo denominados como la "parella de ses dimonis", aunque ello no le valió para retornar a Valencia ya que fue traspasado al Celta de Vigo como parte del pago en el fichaje del defensa vigués Jorge Otero por el club valenciano.
En el club gallego completó cinco campañas a buen nivel, sobre todo la última en la que anotó trece goles en liga que le valieron un traspaso millonario a su club de origen.
En su retorno al club de la ciudad del Turia completó una aceptable campaña ya que el entrenador, Héctor Cúper, confió bastante él. Sin embargo el mejor momento de su carrera deportiva se produjo durante el partido de vuelta de las semifinales de la Champions League del año 2001 frente al Leeds United al anotar dos goles decisivos que permitieron a su club alcanzar la segunda final consecutiva en dicha competición.
Con la llegada de Rafael Benítez fue perdiendo protagonismo en el equipo si bien también fue partícipe en los títulos conseguidos por el Valencia CF.
Finalmente y ante la falta de minutos decidió volver a su segundo club, el Celta de Vigo, que había descendido a segunda esa misma temporada. Tras ser una pieza importante en el ascenso disputó una campaña más en primera con escaso protagonismo tras la que se retiró.
Después de su retirada formó parte de la secretaría técnica del Valencia CF hasta el día 25 de agosto del 2008.
En 2009 asumió el cargo de director deportivo del RE Mouscron hasta su desaparición, compartiendo cargo con Amedeo Carboni en el equipo belga, al que dirigía otro ex-valencianista como es Miroslav Djukic.
En verano de 2011 se incorpora nuevamente al Valencia CF, dedicándose a la estructura de captación y secretaría técnica de la Escuela.
Al mismo tiempo juega con los veteranos del Valencia CF y participa en la Liga de Fútbol Indoor.

### Selección nacional
Ha sido internacional con la Selección nacional de fútbol de España en una ocasión. Su debut se produjo el 18 de noviembre de 1998 en un partido en el que España empató a dos con Italia  en un partido disputado en Salerno.

## Clubes
| Club                | País                | Año                 | Partidos | Goles |
| ------------------- | ------------------- | ------------------- | -------- | ----- |
| CD Mestalla         | España              | ????-1992           | 40       | 55    |
| Valencia CF         | España              | 1992-1993           | 17       | 3     |
| Real Mallorca       | España              | 1993-1994           | 38       | 16    |
| Celta de Vigo       | España              | 1994-1999           | 192      | 46    |
| Valencia CF         | España              | 1999-2004           | 188      | 45    |
| Celta de Vigo       | España              | 2004-2006           | 24       | 5     |
| Total en su carrera | Total en su carrera | Total en su carrera | 479      | 120   |

## Títulos

### Campeonatos nacionales
| Título             | Club        | País   | Año       |
| ------------------ | ----------- | ------ | --------- |
| Supercopa española | Valencia CF | España | 1999      |
| Liga               | Valencia CF | España | 2001-2002 |
| Liga               | Valencia CF | España | 2003-2004 |

### Copas internacionales
| Título          | Equipo      | País   | Año  |
| --------------- | ----------- | ------ | ---- |
| Copa de la UEFA | Valencia CF | España | 2004 |